# Йокъявр
Йокъявр или Иокъявр (Юпэчкесты, Ёнъявр, Речное) — озеро на реке Иоканга в Ловозерском районе Мурманской области России.
Площадь озера — 5,42 км².
Йокъявр находится на высоте 202 м над уровнем моря в среднем течении Иоканги, пересекающей его с северо-запада на юго-восток. Состоит из двух частей. Меньшая часть на северо-западе сообщается с озером Музнаркъявр, большая — с озером Малое Равтъявр на севере.

## Данные водного реестра
По данным государственного водного реестра России относится к Баренцево-Беломорскому бассейновому округу, водохозяйственный участок — реки бассейна Баренцева моря от восточной границы бассейна реки Воронья до западной границы бассейна реки Иоканга (мыс Святой Нос). Речной бассейн — бассейны рек Кольского полуострова, впадающих в Баренцево море.
Код объекта в государственном водном реестре — 02010000911101000005458.